# Cecchino Bracci

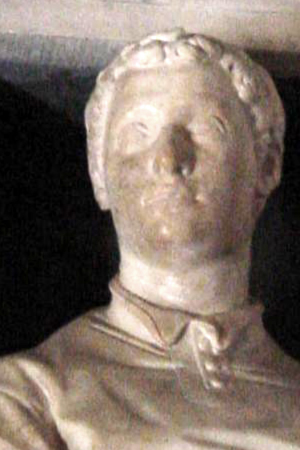
Retrato de Cecchino de' Bracci en su tumba de Santa María en Aracoeli (Roma). Foto de Giovanni Dall'Orto

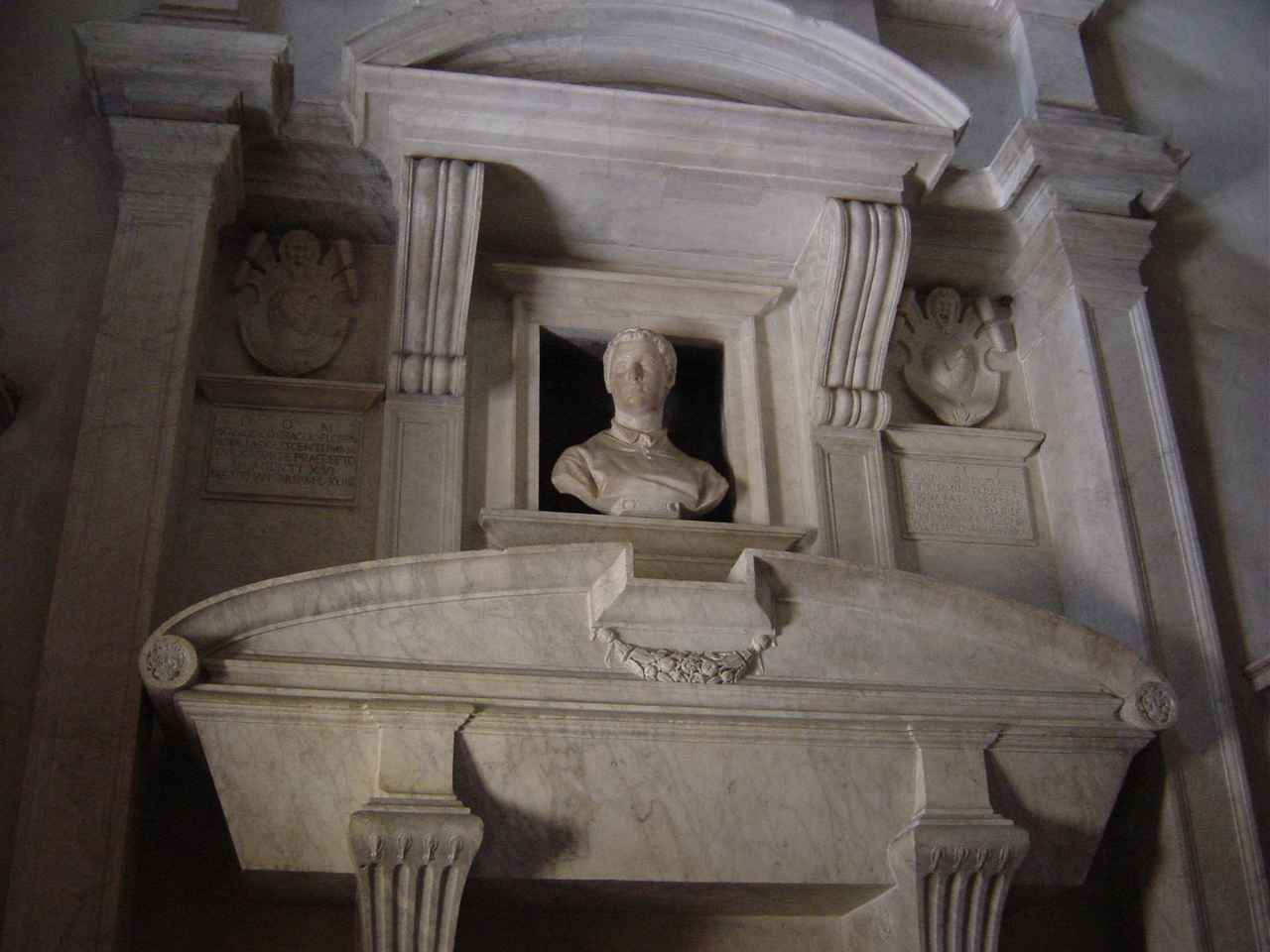
Vista general de la tumba de Cecchino Bracci

Francesco de Zanobi Bracci, conocido como Cecchino Bracci (Florencia, 23 de abril de 1528 - Roma, 8 de enero de 1544) fue un artista italiano, alumno de Miguel Ángel, quien murió a los quince años de edad, a tres meses y medio para los 16 y está enterrado en Santa María en Aracoeli, en una tumba diseñada por Miguel Ángel.

## Biografía
Francesco era hijo de Zanobi Bracci, patricio y rico banquero de Florencia, y de Contessa Castellani. El tío, Luigi del Riccio (hijo de Giovanbattista y Eleonora Bracci, hermana de Zanobi), representante de la familia de banqueros Strozzi en Roma, fue el anfitrión del joven Francesco durante el exilio de su padre de Florencia. Las habilidades artísticas, la belleza y los buenos modales del niño lo hicieron inmediatamente popular en la ciudad, también gracias a la influencia del poderoso tío.

### La muerte prematura y los epitafios
Su repentina muerte a los quince años, afectó profundamente a su tío. Gracias a la amistad que lo unió a Miguel Ángel, ocupado en esos años en la construcción de la plaza del Capitolio, le pidió que diseñara una tumba para su sobrino y escribiera su epitafio. Miguel Ángel escribió cincuenta, con rimas encadenadas, que iba enviando a Del Riccio en correspondencia a sus regalos. 
Una variante textual del epitafio 197 (fan fede a quel ch’ i’ fu’ gratia nel lecto, / che abbracc[i]aua e ’n che l’anima uiue) revela que Miguel Ángel pudo haber mantenido con Cecchino Bracci relaciones sexuales. Miguel Ángel se negó a que sus epitafios fueran publicados, tal y como Luigi del Riccio pretendía hacer, en un libro que también tenía obras de otros poetas como Anton Francesco Grazzini, Donato Giannotti, Giovanni Aldobrandini, Carlo Gondi o Paolo Del Rosso. Buonarroti se opuso, escribió un soneto condenando la idea (En la dulzura de una inmensa cortesía) donde declaraba que tal publicación, bajo la apariencia insidiosa de la cortesía, solo acarrearía su deshonra.
Muerto Miguel Ángel, su sobrino publicó los epitafios, pero ocultó las alusiones homoeróticas dirigiéndolas a una mujer. La edición de la editorial Laterza de las Rime, en 1960, devolvió el texto a su forma original.

## La tumba
La tumba de Cecchino fue diseñada por Miguel Ángel y quedan algunos dibujos preparatorios, por su propia mano). Está en la iglesia de Aracoeli de Roma y fue realizada por colaboradores de Miguel Ángel, quizá por Francesco Amadori.

## Cecchino Bracci en el arte posterior
En 1962, David Hockney pintó In memoriam of Cecchino Bracci (Museo Thyssen-Bornemisza, Madrid]]).
En 1990 el compositor danés Tristan Keuris recordó a Cecchino Bracci en la segunda de sus Tres canciones de Miguel Ángel (Tre Michelangelo Sange).